# 강석린
강석린(姜錫麟, 1919년 3월 2일 ~ 1997년 9월 1일)은 대한민국의 독립운동가이다.
본관은 진주(晋州), 호(號)는 시철(施綴)이다.

## 생애

### 일생
경성부 출생이며 전라북도 김제와 전라북도 전주에서 성장한 그는 1932년 일본 유학을 하여 1938년 야마구치 중학교 졸업 후에도 일본에 계속 남아 항일 운동을 강구하던 중 이듬해 1939년 2월부터는 모교 일본 야마구치 중학교 재학 중이었던 조선인 후배 유학생 유재우(柳在佑)· 성창환(成昌煥)· 민병구(閔丙九) 등을 규합하여 그들과 함께 항일 투쟁에 투신을 하기로 결의하고, 야마구치 고등학교 교내 조선인 유학생 민족 독립 운동 친목 단체인 '여우회(旅友會)'를 서서히 단순한 조선 민족 독립 운동 친목 단체에서 항일 독립 운동 투쟁 단체로 교체키로 뜻을 모으고 이들은 첫 작업으로 조선인 유학생과 조선인 유학 신입생을 대상으로 민족 의식 고취 및 부여에 힘을 쏟았다. 당시 강석린 그는 중일 전쟁에서 일본이 반드시 패할 것이라는 확신을 굳건히 하여, 해외 주둔 주재 독립군과의 연결을 꾀하면서 국내에서도 국외의 민족 독립 운동 세력과 서서히 호응을 하여 일시에 봉기함으로써 독립을 쟁취한다는 구상을 하고 있었다. 이에 따라 그는 조선 민족 독립 투쟁에 투신할 조선인 요원들을 양성하기 위해 일본 야마구치 중학교 교내에서 비밀 결사 독서회를 결성했다. 그리고 비밀 결사 독서회를 통하여 민족 의식을 고취하는 한편 당면한 현실 성향 문제였던 소위 내선일체(內鮮一體)와 창씨개명·지원병 관련 제도, 그리고 조선어 폐지에 대하여 격렬히 반대 투쟁을 전개하였다. 그러던 와중에 그는 1940년 7월 야마구치 현청(山口縣廳) 당국에 의하여 비밀 결사 조직이 발각되자 결국 조선인 관련자 19명과 함께 피체되어 1년간을 복역하고 1941년 7월 석방되었다.

### 광복 이후와 만년
석방되어 1942년 1월, 중화민국 장쑤 성 상하이에 건너가 항일 운동을 전개, 1945년, 상하이에서 조선 광복을 목도하였고 이듬해 1946년 1월, 조선에 귀국한 후에도 그는 일제에 저항하면서 독립을 위해 항일 관련 활동을 계속하였고 광복 이후에는 한국독립당을 거쳐 자유당에서 당원으로 몸담다가 1957년 자유당 탈당 직후 한국독립당 복당 후 1970년까지 한국독립당 대표최고위원을 역임하였으며 1970년 한국독립당을 탈당한 이후 1988년 신민주공화당 전임고문을 지내다가 이듬해 1989년 신민주공화당에서도 탈당하였다.

### 정당 당원 이력
- 前 한국독립당 상임위원(1946년 3월 ~ 1955년 11월)
- 前 자유당 전임위원(1955년 12월 ~ 1957년 11월)
- 前 한국독립당 대표전임위원(1957년 12월 ~ 1959년 12월)
- 前 한국독립당 대표최고위원(1959년 12월 ~ 1970년 1월)
- 前 민주공화당 상임고문(1970년 3월 ~ 1970년 5월)
- 前 신민당 상임고문(1970년 11월 ~ 1971년 5월)
- 前 국민당 지방자치행정특보위원(1971년 8월 ~ 1971년 11월)
- 前 신한민주당 상임고문(1986년 1월 ~ 1986년 6월)
- 前 신민주공화당 전임고문(1988년 3월 ~ 1989년 11월)

### 사후
대한민국 정부에서는 고인의 공훈을 기리고자 1999년 대한민국 건국훈장 애족장을 추서하였다.